# شیور-وال
شیور-وال (انگلیسی: Chivres-Val) یکی از بخش‌ها در فرانسه است.